# Musculus extensor digitorum brevis
Der Musculus extensor digitorum brevis (lateinisch für „kurzer Zehenstrecker“) ist einer der Skelettmuskeln auf dem Fußrücken. Er entspringt an der oberen Fläche des Fersenbeines (Calcaneus) und zu kleineren Teilen auch an der lateralen (äußeren) Seite des Fersenbeines. Der Ansatz erfolgt mit drei Teilsehnen an der Dorsalaponeurose der 2. bis 4. Zehe. Nur selten verläuft eine weitere Teilsehne auch zur 5. Zehe.
Der Musculus extensor digitorum brevis streckt die 2. bis 4. Zehe.

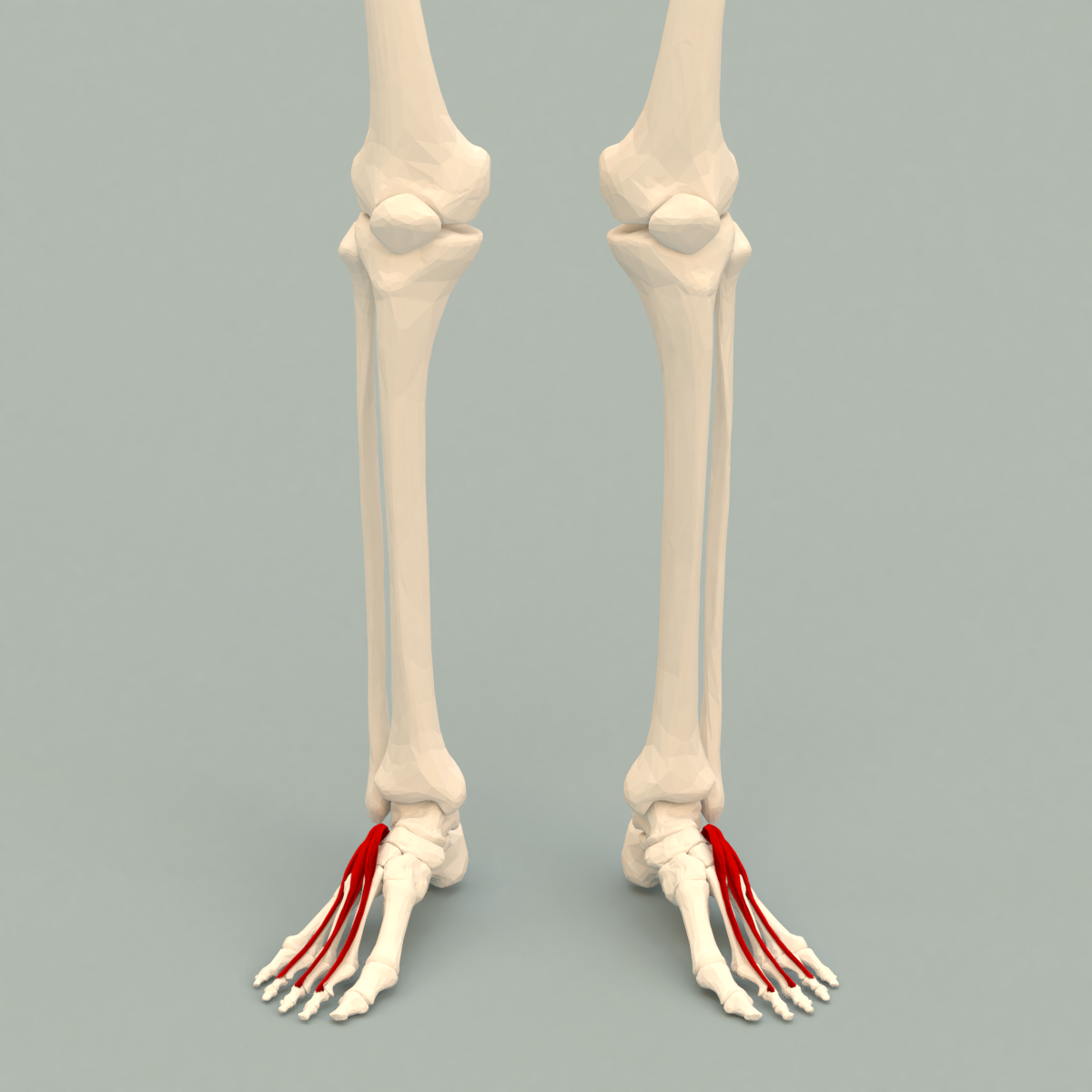
Lage des Musculus extensor digitorum brevis
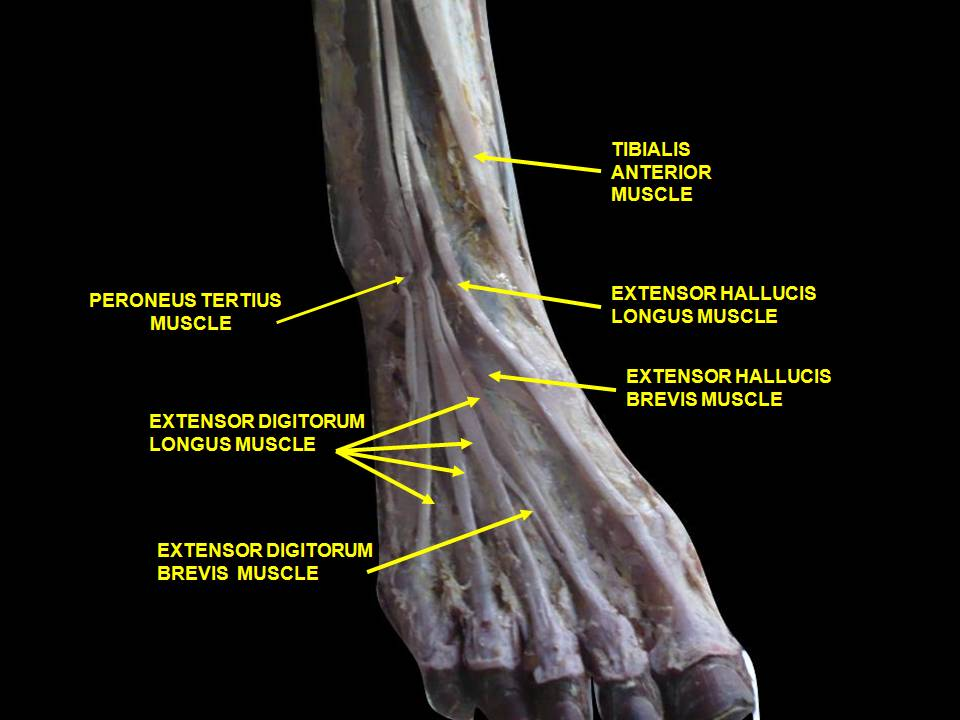
Sektionspräparat mit dem Musculus extensor digitorum brevis